# Algebra

Lösningsformeln anger lösningarna till en andragradsekvation

Algebra (från arabiska الجبر,"al-djebr", vilket betyder "återförening" eller "koppling") är en gren inom matematiken. Den kan definieras som en generalisering och utökning av aritmetiken (den gren inom matematiken som handlar om rent räknande). Algebra kan också beskrivas som förhållanden vilka uppkommer när ett ändligt antal räkneoperationer utförs på en ändlig mängd av tal. Populärt brukar algebra ibland kallas för bokstavsräkning, men detta är något missvisande.
Området kan grovt indelas i
- Elementär algebra, där de reella talens egenskaper behandlas, symboler används för att beteckna konstanter och variabler, och reglerna som gäller för matematiska uttryck och ekvationer involverande dessa symboler studeras, speciellt polynom. Differentialekvationer och liknande hör däremot hemma inom matematisk analys.
- Abstrakt algebra, där algebraiska strukturer såsom kroppar, grupper, och ringar definieras och studeras axiomatiskt. Vektorrummens specifika egenskaper studeras inom den linjära algebran.
- Universell algebra, där egenskaper gemensamma för alla algebraiska strukturer studeras.
- Datoralgebra, där algoritmer för symbolisk behandling av matematiska objekt samlas.

## Historia

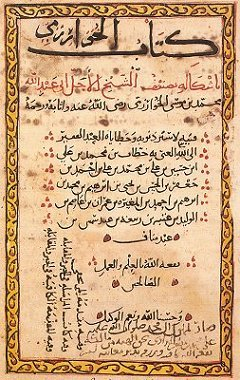
Sida från Al-Khwārizmīs al-Kitāb al-muḫtaṣar fī ḥisāb al-ğabr wa-l-muqābala.

Redan tidigt fanns retorisk algebra, som innebär att matematiska operationer beskrivs i löptext, helt utan användning av symboler. Ofta användes geometri i texten; istället för att skriva {\displaystyle x^{2}}kunde man skriva om en kvadrat med sidan {\displaystyle x}. Därefter skedde en stegvis utveckling mot modern symbolisk algebra. Den algebraiska notation som används idag har utvecklats sedan 1500-talet.
Som den förste algebraikern anges ibland Diofantos från Alexandria, vilken levde under 300-talet e.Kr. Hos Diofantos hade beskrivande text delvis ersatts av olika matematiska symboler.
Den persiske matematikern al-Khwarizmi, som gett sitt namn till ordet "algoritm", skrev omkring 825 i Bagdad verket Hisab al-jabr w'al-muqabalah, (الكتاب المختصر في حساب الجبر والمقابلة) "vetenskapen om återförening och opposition". Här beskrivs al-jabr, hur man för över termer från en sida av ekvationen till den andra, samt al-muqabalah, att olika termer på motsatta sidor i ekvationen tar ut varandra. Han behandlar sex huvudformer av första- och andragradsekvationer.
Från högmedeltiden kom Europas matematiska kunskapsnivå att utvecklas kraftigt, delvis tack vare kontakt med araber och det bysantinska väldet. Det indisk-arabiska siffersystemet förmedlades via araberna. Under 1500-talet var algebran föremål för stort intresse och upplevde en hög blomstring särskilt i Italien. Där löstes problemen att genom rotutdragningar upplösa tredje- och fjärdegrads-likheterna. 
På 1600-talet skapade René Descartes den så kallade analytiska geometrin, eller algebrans användning på geometrin. Vid samma tid gjorde Fermat sina upptäckter inom talteori, eller algebrans användning på studiet av de hela talens egenskaper. 
Från slutet av 1600-talet härstammar Newtons och Eulers arbeten. 1799 offentliggjorde Carl Friedrich Gauss sitt berömda bevis för att en algebraisk likhet av n:te graden har n rötter, och 1801 utkom hans Disquisitiones arithmeticæ.
År 1824 offentliggjorde norrmannen Niels Henrik Abel det första av sina banbrytande algebraiska arbeten, beviset för omöjligheten att genom rotutdragningar lösa polynomekvationer av högre grad än fyra (Abels sats). Under resterande delen av 1800-talet växte det som idag kallas gruppteori fram, en gren av matematiken som tog sin inspiration från Lagranges Réflexions sur la résolution algébrique des équations, Gauss verk omnämnt ovan och Felix Kleins Erlangenprogram. Speciellt växte Galoisteorin, uppkallad efter Évariste Galois, fram. 
Gruppteori gav i sin tur upphov till abstrakt algebra och dess olika delar som ringteori. Linjär algebra började utvecklas från mitten av 1800-talet. Idag används algebraiska strukturer inom många matematiska discipliner. Inom matematisk analys studeras exempelvis vektorrum (Banach- och Hilbertrum), och inom algebraisk geometri och algebraisk topologi används verktyg från algebra.